# Barujari
Le Barujari ou Gunung Baru Jari est un petit volcan situé sur l'île de Lombok en Indonésie, au milieu de la caldeira Segara Anak qui est le vestige de l'énorme éruption du Samalas en 1257. C'est un volcan très actif. De nombreux touristes ont été évacués quand il est entré en éruption en 2016.